# 迪尔帕克 (加利福尼亚州埃尔多拉多县)
迪尔帕克（英語：Deer Park）是位於美國加利福尼亞州埃爾多拉多縣的一個非建制地區。該地的面積和人口皆未知。

## 地理
迪尔帕克的座標為38°40′55″N 120°49′24″W / 38.68194°N 120.82333°W，而該地的平均海拔高度為535米（即1755英尺）。